# Demetrio II Etolico
Demetrio II Etolico (275 a.C. – 229 a.C.), figlio di Antigono II Gonata e di Fila, fu re di Macedonia dal 239 a.C. fino alla sua morte.
Il suo regno fu segnato soprattutto dalle guerre contro le leghe achea ed etolica, che sconfisse a Filacia nel 233 a.C.
Nel 229 a.C., durante una campagna militare contro la tribù illirica dei Dardani, venne sconfitto e ucciso.
Aveva sposato Stratonice, figlia di Antioco I, uccisa poi da Seleuco II verso il 235 a.C..

## Fonti
- M. Bettalli, Storia Greca, Roma, ed. Carocci, 2006. ISBN 88-430-3668-8